# Lengau
Lengau är en ort och kommun  i Österrike. Den ligger i distriktet Braunau am Inn i förbundslandet Oberösterreich, 240 kilometer väster om huvudstaden Wien. 
Kommunen består av 30 orter (Ortschaften) (inom parentes invånarantal 1 januari 2024):

- Ameisberg (86)
- Aug (31)
- Bach (69)
- Baierberg (27)
- Edt (150)
- Flörlplain (65)
- Frauscherberg (11)
- Friedburg (754)
- Gassl (156)
- Gollmannseck (13)
- Gstöckat (23)
- Heiligenstatt (206)
- Holz (91)
- Höcken (246)
- Igelsberg (69)
- Krenwald (52)
- Kühbichl (150)
- Lengau (792)
- Mittererb (114)
- Oberehrneck (38)
- Obererb (11)
- Pfannenstiel (11)
- Sankt Ulrich (131)
- Schneegattern (912)
- Schwöll (239)
- Teichstätt (316)
- Unterehrneck (18)
- Untererb (82)
- Utzweih (78)
- Wimpassing (186)